# Aoede (måne)
Aoede er en af planeten Jupiters måner: Den blev opdaget 8. februar 2003 af en gruppe astronomer under ledelse af Scott S. Sheppard, og den kendes også under betegnelsen Jupiter XLI. Lige efter opdagelsen fik den den midlertidige betegnelse S/2003 J 7, men siden da har den Internationale Astronomiske Union officielt opkaldt den efter Aoede, datter af Zeus og en af de tre oprindelige muser i den græske mytologi.
Aoede tilhører den såkaldte Pasiphae-gruppe, som omfatter de 13 yderste Jupiter-måner. Gruppen er opkaldt efter månen Pasiphae.